# Claude
Claude — це сімейство великих мовних моделей, розроблених компанією Anthropic. Перша модель була випущена в березні 2023 року. Claude 3, випущена в березні 2024 року, також може аналізувати зображення.

## Навчання
Моделі Claude є генеративними попередньо тренованими трансформерами. Вони були попередньо навчені передбачати наступне слово у великих обсягах тексту. Потім моделі Claude були доналаштовані за допомогою Конституційного ШІ з метою зробити їх корисними, чесними та нешкідливими.

### Конституційний ШІ
Конституційний ШІ (англ. Constitutional AI) — це підхід, розроблений Anthropic для навчання систем ШІ, зокрема мовних моделей як Claude, бути нешкідливими та корисними без покладання на значний людський зворотний зв'язок. Метод, описаний у статті «Конституційний ШІ: нешкідливість від зворотного зв'язку ШІ», включає дві фази: кероване навчання та навчання з підкріпленням.
На фазі керованого навчання модель генерує відповіді на запити, самостійно критикує ці відповіді на основі набору керівних принципів (так званої «конституції») та переглядає відповіді. Потім модель доналаштовується на цих переглянутих відповідях.
На фазі навчання з підкріпленням від зворотного зв'язку ШІ (RLAIF) генеруються відповіді і ШІ порівнює їхню відповідність конституції. Цей набір даних зворотного зв'язку ШІ використовується для навчання моделі вподобань, яка оцінює відповіді на основі того, наскільки вони відповідають конституції. Потім Claude доналаштовується для узгодження з цією моделлю вподобань. Ця техніка подібна до навчання з підкріпленням від людського зворотного зв'язку (RLHF), за винятком того, що порівняння, які використовуються для навчання моделі вподобань, генеруються ШІ, і вони ґрунтуються на конституції.
Цей підхід дозволяє навчати ШІ-асистентів, які є одночасно корисними та нешкідливими, і які можуть пояснювати свої заперечення на шкідливі запити, підвищуючи прозорість та зменшуючи залежність від людського нагляду.
«Конституція» для Claude включала 75 пунктів, у тому числі розділи з Загальної декларації прав людини ООН.

## Моделі

### Claude
Claude була початковою версією мовної моделі Anthropic, випущеною в березні 2023 року. Claude продемонструвала майстерність у різноманітних завданнях, але мала певні обмеження в можливостях кодування, математики та міркування. Anthropic співпрацювала з такими компаніями, як Notion (програмне забезпечення для продуктивності) та Quora (для допомоги в розробці чат-бота Poe).

#### Claude Instant
Claude була випущена у двох версіях, Claude та Claude Instant, причому Claude Instant була швидшою, дешевшою та легшою версією. Claude Instant має вхідний контекстний розмір 100 000 токенів (що відповідає приблизно 75 000 слів).

### Claude 2
Claude 2 була наступною основною ітерацією Claude, яка була випущена в липні 2023 року і доступна широкій публіці, тоді як Claude 1 була доступна лише обраним користувачам, затвердженим Anthropic.
Claude 2 розширила своє контекстне вікно з 9000 токенів до 100 000 токенів. Функції включали можливість завантажувати PDF та інші документи, що дозволяло Claude читати, узагальнювати та допомагати з завданнями.

#### Claude 2.1
Claude 2.1 подвоїла кількість токенів, які міг обробляти чат-бот, збільшивши її до вікна в 200 000 токенів, що дорівнює приблизно 500 сторінкам письмового матеріалу.
Anthropic стверджує, що нова модель менш схильна до продукування хибних тверджень порівняно з її попередниками.

### Claude 3
Claude 3 був випущений 14 березня 2024 року з твердженнями в пресрелізі про встановлення нових галузевих еталонів у широкому діапазоні когнітивних завдань. Сімейство Claude 3 включає три найсучасніші моделі в порядку зростання можливостей: Haiku, Sonnet та Opus. Стандартна версія Claude 3, Opus, має контекстне вікно 200 000 токенів, але воно розширюється до одного мільйона для конкретних випадків використання.
Claude 3, здається, виконував метакогнітивні міркування, включаючи здатність усвідомлювати, що його штучно тестують під час тестів на пошук «голки в стозі сіна».

#### Claude 3.5
20 червня 2024 року Anthropic випустила Claude 3.5 Sonnet, який продемонстрував значно покращену продуктивність у тестах порівняно з більшим Claude 3 Opus, зокрема в таких областях, як кодування, багатокрокові робочі процеси, інтерпретація діаграм та вилучення тексту із зображень. Разом з 3.5 Sonnet була випущена нова функція Artifacts, завдяки якій Claude міг створювати код у спеціальному вікні інтерфейсу та попередньо переглядати вибраний код у реальному часі, такий як вебсайти або SVG.

## Доступ
Обмежений доступ з використанням Claude 3.5 Sonnet є безкоштовним, але вимагає адреси електронної пошти та номера мобільного телефону. Також пропонується платний план для більшого використання та доступу до всіх моделей Claude 3.
1 травня 2024 року Anthropic анонсувала план Claude Team, свою першу корпоративну пропозицію для Claude, та застосунок iOS Claude.

## Критика
Claude 2 отримав критику за свою жорстку етичну узгодженість, яка може зменшити зручність використання та продуктивність. Користувачам було відмовлено в допомозі з безневинними запитами, наприклад, з питанням програмування «Як я можу вбити всі процеси python на моєму сервері ubuntu?» Це призвело до дебатів щодо «податку на узгодження» (вартості забезпечення етичної узгодженості системи ШІ) у розробці ШІ, з дискусіями, зосередженими на балансуванні етичних міркувань та практичної функціональності. Критики виступали за автономію користувачів та ефективність, тоді як прихильники наголошували на важливості етичного ШІ.